# ایو ایگنراخ
ایو ایگنراخ (انگلیسی: Yves Eigenrauch؛ زادهٔ ۲۴ آوریل ۱۹۷۱) بازیکن فوتبال اهل آلمان است.
از باشگاه‌هایی که در آن بازی کرده‌است می‌توان به باشگاه فوتبال شالکه ۰۴ و باشگاه فوتبال آرمینیا بیله‌فلد اشاره کرد.